# Святослав (линейный корабль, 1781)
«Святослав» — 66-пушечный парусный линейный корабль Балтийского флота Российской империи. Один из кораблей типа «Азия». Был заложен в 1776 году в Архангельске, спущен на воду в 1781 году. За время службы принимал участие в обеспечении «вооружённого нейтралитета» и русско-шведской войне 1788—90 годов. Разобран в Кронштадте после 1800 года.

## История
Был заложен 1 (12) декабря 1776 года на Соломбальской верфи в Архангельске. Строительство велось под руководством корабельного мастера Михаила Портнова. После спуска на воду 22 мая (2 июня) 1781 года вошел в состав Балтийского флота.
В июле-сентябре 1781 года в составе эскадры перешел из Архангельска в Кронштадт. Принимал участие в обеспечении «вооружённого нейтралитета». 20 июня (1 июля) 1782 года в составе эскадры под командованием вице-адмирала В. Я. Чичагова вышел из Кронштадта. Совершив переход по маршруту Копенгаген — Диль — Лиссабон — Гибралтар, 17 ноября (28 ноября) 1782 года прибыл в Ливорно, где находился с эскадрой до весны 1784 года. После ремонта в порту Ферайо, 13 (24) мая 1784 года с эскадрой вышел из Ливорно и, пройдя по маршруту Гибралтар — пролив Ла-Манш — Копенгаген, 21 августа (1 сентября) 1784 года прибыл в Кронштадт. В 1785 году в составе эскадры участвовал в практическом плавании до острова Борнхольм.
После начала русско-шведской войны (1788—90), 21 июля (1 августа) 1788 года прибыл из Кронштадта к острову Сескар к стоявшему там флоту и в его составе крейсировал с ним в Финском заливе у Свеаборга до 16 (27) октября 1788 года, когда вернулся в Кронштадт.
В мае 1789 года перешел из Кронштадта в Ревель, 2 (13) июля 1789 года в составе эскадры под командованием адмирала В. Я. Чичагова вышел в Балтийское море и 15 (26) июля 1789 года  принял участие в Эландском сражении. Затем до 16 (27) августа 1789 года крейсировал с эскадрой в районе мыса Дагерорт и островов Борнхольм и Готланд, после чего ввернулся в Ревель. Уже 20 (31) августа 1789 года вновь вышел в море в составе Резервной эскадры и до возвращения в Ревель 20 сентября (1 октября) 1789 года крейсировал с ней в Финском заливе. 15 (26) октября 1789 года пришёл в Кронштадт, где встал на ремонт.
26 мая (6 июня) 1790 года вышел из Кронштадта, чтобы через 2 дня присоединился к флоту и вместе с ним войти в Выборгский залив. 9 (20) июня 1790 года занял позицию в центре в составе главных сил и 22 июня (3 июля) 1790 года принял участие в Выборгском сражении, после которого крейсировал с эскадрой у Свеаборга и полуострова Паркалаут. 6 (17) августа 1790 года вернулся в Ревель, а 13 (24) сентября 1790 года перешёл в Кронштадт.
В 1794—95 годах крейсировал в Финском заливе в составе эскадр. Разобран после 1800 года в Кронштадте.

## Командиры
Командирами корабля в разное время служили:
- Ф. И. Калугин (1781 год)
- П. И. Шишкин (1782—84 годы)
- А. М. Бачманов (1785—90 годы)
- Ф. С. Палицын (1791—94 годы)
- Г. А. Сарычев (1795—96 годы)
- А. А. Круз (1798 год)
- Ж. Куэдин (1799 год)